# فيلق حفظ السلام في المنطقة منزوعة السلاح
فيلق حفظ السلام في المنطقة منزوعة السلاح كان قوة شرطة أنشأته هدنة تانغ للقيام بدوريات والحفاظ على النظام في المنطقة المنزوعة السلاح الممتدة من جنوب سور الصين العظيم، إلى خط شمال شرق نهر باي في مقاطعة خبي في شمال الصين خلال أواخر ثلاثينيات القرن الماضي.

## الخلفية والتاريخ

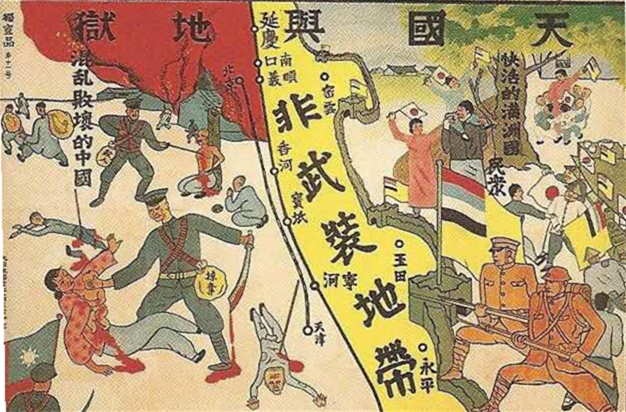
الدعاية اليابانية، منطقة غير مسلحة في شرق خبي.

وفقًا لشروط هدنة تانغ، انسحب الجيش الإمبراطوري الياباني إلى خط السور العظيم، وتم سحب الوحدات النظامية للجيش الثوري الوطني لحكومة الكومينتانغ بجمهورية الصين إلى جنوب المنطقة المنزوعة السلاح الجديدة. داخل المنطقة نفسها، والتي تضم جزئيًا المدن الرئيسية في تيانجين وبكين، كان من المقرر الحفاظ على النظام العام من قبل «فيلق حفظ السلام» المسلح بأسلحة خفيفة. وفقًا لشروط هدنة تانغ، فإن أي نزاعات لا يمكن حلها من قبل فيلق حفظ السلام ستتم تسويتها بالاتفاق من خلال المناقشات المباشرة بين الحكومتين اليابانية والصينية.
استثنى بند سري في هدنة تانغو أي جيوش متطوعة مناهضة لليابان من فيلق حفظ السلام. هذا يعني بشكل فعال أن الجيش الياباني كان قادرًا على الهيمنة على الفيلق بقوات تم تسريحها من الجيوش الصينية بالوكالة المتعاونة التي شاركت في معركة ريهي والهجوم اللاحق على سور الصين العظيم والتدخل في خبي. تم تجنيد حوالي 1000 رجل في الفيلق من القوات السابقة لأمير الحرب شيه يوسان و2000 رجل آخر من قوات لي تشي تشون.
في نهاية عام 1935، مع إعلان حكومة الحكم الذاتي لشرق خبي، تم حل فيلق حفظ السلام، وتم استيعاب قواته في جيش شرق خبي الجديد.

## ملحوظات
1. ↑  Fenby, Chiang kai Shek pp,282
2. ↑  Jowett,Rays of the Rising Sun, pg. 39-40